# Novodmîtrivka Druha, Ivanivka
Novodmîtrivka Druha (în ucraineană Новодмитрівка Друга) este localitatea de reședință a comunei Novodmîtrivka Druha din raionul Ivanivka, regiunea Herson, Ucraina.

## Demografie
Componența lingvistică a localității Novodmîtrivka Druha
     Ucraineană (66,31%)
     Rusă (31,99%)
     Alte limbi (0,53%)
Conform recensământului din 2001, majoritatea populației localității Novodmîtrivka Druha era vorbitoare de ucraineană (66,31%), existând în minoritate și vorbitori de rusă (31,99%).